# Miniman
Miniman – jednorazowy granatnik przeciwpancerny skonstruowany w szwedzkiej firmie Förenade fabriksverken (FFV). Znajdował się w uzbrojeniu armii szwedzkiej jako Pskott m/68.
Miniman miał jednorazową wyrzutnie wykonana z tworzywa sztucznego wzmocnionego włóknem szklanym. Przyrządy celownicze mechaniczne o nastawach 50, 100, 150, 200 i 250 m. Wyrzutnia wyposażona jest w oporę naramienną. W tylnej części rozszerza się tworząc dyszę. Przed strzałem należało napiąć sprężynę uderzeniową przy pomocy napinacza znajdującego się na górnej powierzchni wyrzutni. Naciśnięcie przycisku spustowego powodowało zwolnienie iglicy i pobudzenie spłonki ładunku miotającego. Miniman miał nietypowy dla granatników przeciwpancernych dwukomorowy układ miotający. Ładunek miotający jest umieszczony w komorze wysokiego ciśnienia (perforowana łuska), a pocisk połączony z ładunkiem miotającym złączem. Gazy prochowe powstające ze spalania się ładunku miotającego wydostawały się do przestrzeni zapociskowej tworzącej komorę niskiego ciśnienia. Po osiągnięciu odpowiedniego ciśnienia złącze łączące pocisk z ładunkiem miotającym było zrywane i pocisk był wyrzucany do przodu, a gazy wydostające się przez dysze do tyłu równoważyły odrzut broni. Pocisk o masie 0,88 kg zawierał głowicę kumulacyjną (0,3 kg oktolu) o przebijalności 340 mm.

## Dane taktyczno-techniczne
- Kaliber: 74 mm
- Masa: 2,9 kg
- Masa pocisku: 0,88 kg
- Długość: 900 mm
- Prędkość początkowa pocisku: 160 m/s
- Donośność: 150 m
- Przebijalność: 340 mm